# ژاک کارتیه
ژاک کارتیه (به فرانسوی: Jacques Cartier) (زادهٔ ۳۱ دسامبر ۱۴۹۱ – درگذشتهٔ ۱ سپتامبر ۱۵۵۷) دریانورد فرانسوی بود که توانست بخش فرانسویِ کانادایِ کنونی را کشف کند.

## زندگی
در ۳۱ دسامبر ۱۴۹۱ در خانواده‌ای دریانورد در سن-ملو، فرانسه متولد شد. در ابتدا ملوان کشتی بود و در جریان دیدار فرانسوای اول از مون سَن میشل (Mont Saint-Michel) به درجهٔ ناخدایی رسید. به گفتهٔ مورخان، در همین زمان بود که پادشاه با بودجهٔ تجهیزِ دو کشتی برای رسیدن به هند از مسیر شمال‌غربی موافقت کرد.

## سفرهای اکتشافی و کشف کانادا
اولین سفر او در ۲۰ آوریل ۱۵۳۴ انجام شد که به کشف رودخانه سن لوران و لابرادور انجامید. او این سرزمین تازه را ابتدا به نام فرانسوای اول نامید و سپس نام کانادا را، با استفاده از واژهٔ سرخپوستیِ «کاناتا» (Kanata) به‌معنی «شهر» انتخاب کرد، و با پایان سفر اول در ۵ سپتامبر ۱۵۳۴ به کشورش فرانسه بازگشت.
سفر دوم باکمک سه کشتی آغاز شد و کارتیه با همراهانش به شهر کبک رسید. کشف سرزمین‌های تازه ادامه یافت تا به مون رویال، یعنی مونترآلِ کنونی رسیدند. سرمای کشنده و کمبود تجهیزات، ژاک کارتیه و افرادش را مجبور به بازگشت کرد.
سفر سومی را هم بین سال‌های ۱۵۴۲–۱۵۴۱ انجام داد و اولین ساکنان فرانسوی در سرزمین‌های نو در حاشیهٔ رود سَن لوران اسکان یافتند که به‌علت بیماری و مشکلاتی که با بومیان سرزمین جدید داشتند، در بهار ۱۵۴۳ مجبور به بازگشت شدند.

## مرگ
ژاک کارتیه در ۱ سپتامبر ۱۵۵۷ در زادگاهش سَن مالو بر اثر بیماری طاعون درگذشت.